# Kazimierz Rzeszódko
Kazimierz Rzeszódko (17. února 1870 Zbylitowska Góra – 1937) byl rakouský římskokatolický duchovní a politik polské národnosti z Haliče, na počátku 20. století poslanec Říšské rady.

## Biografie
V době svého působení v parlamentu se uvádí jako farář v obci Chochołów.
Působil také coby poslanec Říšské rady (celostátního parlamentu Předlitavska), kam usedl ve volbách do Říšské rady roku 1907, konaných poprvé podle všeobecného a rovného volebního práva. Byl zvolen za obvod Halič 39.
Uvádí se jako člen polského středu. Šlo o formaci Polskie Centrum Ludowe, která navazovala na dřívější Stronnictwo Chrześcijańsko-Ludowe (Křesťansko-lidová strana) okolo Stanisława Stojałowského. Po volbách roku 1907 byl na Říšské radě členem poslaneckého Polského klubu.